# Iwan Dowhodko

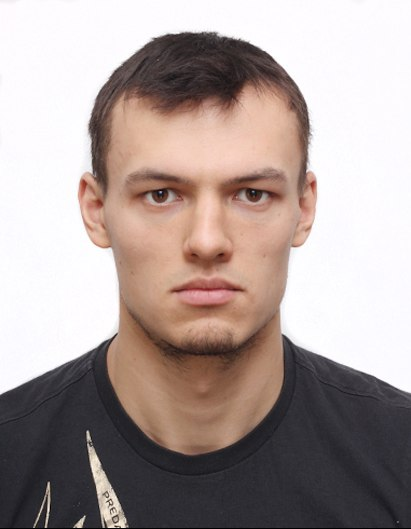
Iwan Dowhodko

Iwan Wiktorowytsch Dowhodko (ukrainisch Іван Вікторович Довгодько; * 15. Januar 1989 in Kiew) ist ein ukrainischer Ruderer.

## Sportliche Karriere
Dowhodko begann 2001 mit dem Rudersport. 2005 gewann er im Doppelvierer die Bronzemedaille bei den Junioren-Weltmeisterschaften; 2006 belegte er den vierten Platz und bei den Junioren-Weltmeisterschaften 2007 erhielt er Bronze im Doppelzweier. 2009 gewann er im Doppelvierer die Silbermedaille bei den U23-Weltmeisterschaften zusammen mit Anton Zajets, Iwan Jurtschenko und Iwan Futryk; 2010 folgte Bronze mit Jurtschenko, Futryk und Oleksandr Nadtoka. Bei den Europameisterschaften 2010 gewann er Bronze mit Wolodymyr Pawlowskyj, Serhij Hryn und Serhij Bilouschtschenko. Im Jahr darauf gewann der ukrainische Doppelvierer mit Jurij Iwanow, Futryk, Nadtoka und Dowhodko den U23-Titel. Bei den Europameisterschaften 2011 ruderten Futryk und Dowhodko mit dem Doppelzweier auf den vierten Platz. Bei den Olympischen Spielen 2012 trat Dowhodko im Doppelvierer an und belegte zusammen mit Pawlowskyj, Kostjantyn Saizew und Hryn den neunten Platz. Bei den Europameisterschaften 2012 siegte der estnische Doppelvierer, drei Sekunden dahinter erhielten die U23-Weltmeister von 2011 Jurij Iwanow, Iwan Futryk, Oleksandr Nadtoka und Iwan Dowhodko die Silbermedaille.
2013 ruderte Dmytro Michai für Jurij Iwanow im Doppelvierer bei den Europameisterschaften und belegte zusammen mit Futryk, Nadtoka und Dowhodko den vierten Platz. Bei den Weltmeisterschaften 2013 trat der ukrainische Doppelvierer erstmals in der Besetzung Dmytro Michai, Artem Morosow, Oleksandr Nadtoka und Iwan Dowhodko an und verpasste als viertplatziertes Boot die Medaillenränge nur um eine halbe Sekunde. In der gleichen Besetzung siegte der ukrainische Doppelvierer 2014 bei den Europameisterschaften in Belgrad mit 0,27 Sekunden Vorsprung auf das britische Boot. Noch knapper fiel die Entscheidung bei den Weltmeisterschaften in Amsterdam aus, in der Weltbestzeit von 5:32,26 min siegten die Ukrainer mit 0,09 Sekunden Vorsprung auf die Briten. 2015 siegte bei den Europameisterschaften der russische Doppelvierer vor den Ukrainern und den Briten. Bei den Weltmeisterschaften 2015 verpassten die Ukrainer das A-Finale und konnten sich mit dem zweiten Platz im B-Finale bei 0,05 Sekunden Vorsprung auf die Neuseeländer gerade noch direkt für die Olympischen Spiele 2016 qualifizieren. Bei den Europameisterschaften 2016 belegte der ukrainische Doppelvierer den sechsten Platz. Ebenfalls den sechsten Platz erreichten die Ukrainer bei den Olympischen Spielen 2016.
2017 ruderte Dowhodko mit dem Doppelvierer auf den neunten Platz bei den Europameisterschaften sowie den elften Platz bei den Weltmeisterschaften. 2018 kehrte Michai in den Doppelvierer zurück. In der Besetzung Dmytro Michai, Serhij Hryn, Oleksandr Nadtoka und Iwan Dowhodko erreichte das ukrainische Boot den vierten Platz bei den Europameisterschaften. Anderthalb Monate später gewannen die Ukrainer bei den Weltmeisterschaften in Plowdiw Bronze hinter den Italienern und den Australiern.
Dowhodko ist mit der Ruderin Jewhenija Dowhodko geborene Jewhenija Nimtschenko verheiratet. Die Ruder-Olympiasiegerin von 2012 Natalija Dowhodko ist Iwan Dowhodkos Schwester.